# Omphaletis acontoura
Omphaletis acontoura är en fjärilsart som beskrevs av Oswald Beltram Lower 1915. Omphaletis acontoura ingår i släktet Omphaletis och familjen nattflyn. Inga underarter finns listade i Catalogue of Life.